# Belgium a Junior Eurovíziós Dalfesztiválokon
Belgium tíz alkalommal vett részt a Junior Eurovíziós Dalfesztiválon.
A belga műsorsugárzók a vallon Radio-télévision belge de la Communauté française és a flamand Vlaamse Radio- en Televisieomroep, amelyek 1950 óta tagjai az Európai Műsorsugárzók Uniójának, és 2003-ban csatlakoztak a versenyhez.

## Története

### Évről évre
Belgium egyike annak a tizenhat országnak, melyek részt vettek a legelső, 2003-as Junior Eurovíziós Dalfesztiválon. Első részvételük viszonylag sikeresnek mondható, mivel 83 ponttal a hatodik helyen végeztek. A következő évben a tizedik helyet szerezték meg. 2005-ben Belgiumban rendezték a versenyt, ekkor ismét tizedikek lettek, azonban több ponttal, mint az előző évben. 2006-ban is a legjobb tízben végeztek, hetedik helyen zárták a versenyt. Legrosszabb eredményüket 2007-ben értek el, amely a tizenötödik hely. Egy évvel később tizenegyedik helyen végeztek. 2009-ben érték el eddigi legjobb helyezésüket Laurával. Versenydala, a Zo verliefd (Yodelo) negyedik helyezett lett. Érdekesség, hogy a dal tartalmazott egy vokális technikát, a jódlizást.
Az ezt követő két évben mindkétszer a hetedik helyig jutottak, majd 2012-ben ötödikek lettek. A belga műsorsugárzó 2013. március 26-án jelentette be, hogy nem vesznek részt a következő versenyen. Ezzel a 2013-as Junior Eurovízió volt az első, amit az ország nélkül rendeztek meg. Belgium azóta nem vesz részt a dalfesztiválon.

### Nyelvhasználat
Belgium tíz versenydalából öt holland, kettő francia, kettő holland és angol kevert nyelvű, egy pedig flamand nyelvű volt.

## Résztvevők
| Év   | Előadó         | Dal                       | Magyar fordítás              | Helyezés | Pontszám |
| ---- | -------------- | ------------------------- | ---------------------------- | -------- | -------- |
| 2003 | X!NK           | De vriendschapsband       | Az életre szóló barátság     | 6.       | 83       |
| 2004 | Free Spirits   | Accroche-toi              | Tarts ki!                    | 10.      | 37       |
| 2005 | Lindsay        | Mes rêves                 | Álmaim                       | 10.      | 63       |
| 2006 | Thor!          | Een tocht door het donker | Egy utazás a sötétben        | 7.       | 71       |
| 2007 | Trust          | Anders                    | Különböző                    | 15.      | 19       |
| 2008 | Oliver         | Shut Up!                  | Pofa be!                     | 11.      | 45       |
| 2009 | Laura          | Zo verliefd (Yodelo)      | Annyira szerelmesen (Yodelo) | 4.       | 113      |
| 2010 | Jill és Lauren | Get Up!                   | Kelj fel!                    | 7.       | 61       |
| 2011 | Femke          | Een kusje meer            | Még egy csók                 | 7.       | 64       |
| 2012 | Fabian         | Abracadabra               | Abrakadabra                  | 5.       | 72       |
|      |                |                           |                              |          |          |

### 2003–2012
| Hely | Ország           | Pont |
| ---- | ---------------- | ---- |
| 1.   | Hollandia        | 98   |
| 2.   | Örményország     | 52   |
| 3.   | Oroszország      | 47   |
| 4.   | Svédország       | 46   |
| 5.   | Spanyolország    | 39   |
| 6.   | Fehéroroszország | 39   |
| 7.   | Grúzia           | 36   |
| 8.   | Málta            | 25   |
| 9.   | Románia          | 23   |
| 10.  | Ukrajna          | 22   |

| Hely | Ország           | Pont |
| ---- | ---------------- | ---- |
| 1.   | Hollandia        | 97   |
| 2.   | Észak-Macedónia  | 37   |
| 3.   | Svédország       | 36   |
| 4.   | Málta            | 32   |
| 5.   | Fehéroroszország | 28   |
| 6.   | Oroszország      | 26   |
| 7.   | Románia          | 23   |
| 8.   | Spanyolország    | 22   |
| 9.   | Szerbia          | 22   |
| 10.  | Horvátország     | 19   |

## Rendezések

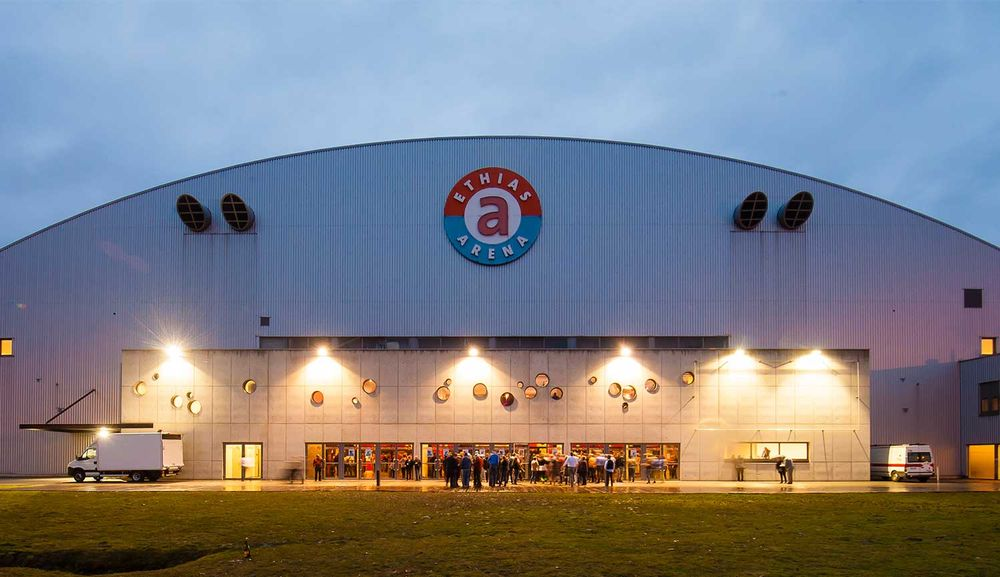
A 2005-ös verseny helyszíne

2003 novemberében az előzetes találgatások alapján Hollandia tűnt a lehetséges rendező országnak. Ugyanebben a hónapban Jeroen Depraetere, a verseny koordinátora az EBU nevében bejelentette, hogy öt ország jelezte készségét a verseny megszervezésére. 2004 márciusában a sikeresen pályázó országok közül Belgiumot választották a verseny rendezésének jogára öt másik ország, köztük Horvátország és Hollandia előtt. Mai napig ez volt az egyetlen alkalom, hogy Belgiumban rendezték a dalversenyt.
2004 novemberében bejelentették, hogy a flamand Hasselt városa ad otthont a versenynek. A 21 600 fő befogadására alkalmas Ethias Aréna adott otthont a rendezvénynek. Érdekesség, hogy mai napig ez volt a dalfesztivál történelme során a legnagyobb kapacitású helyszín.
Először volt a versenynek mottója: Let's Get Loud, azaz Legyünk hangosak!. A verseny házigazdái Marcel Vanthilt, belga énekes és műsorvezető, valamint Maureen Louys, belga műsorvezető, később Eurovíziós pontbejelentő és kommentátor, voltak. Végül 16 ország erősítette meg a részvételét a dalfesztiválra, beleértve Oroszországot, valamint Szerbia és Montenegrót, melyek első alkalommal vettek részt. Ekkor vezették be azt a szabályt, hogy a szavazás elején minden részt vevő ország kap alapból 12 pontot. Első alkalommal királyi vendége is volt a versenynek Laurent herceg személyében.
| Év   | Város   | Helyszín     | Műsorvezető(k)                 | Résztvevők |
| ---- | ------- | ------------ | ------------------------------ | ---------- |
| 2005 | Hasselt | Ethias Aréna | Marcel Vanthilt, Maureen Louys | 16         |

## Háttér
| Év    | Rendező     | Flamand kommentátor                              | Vallón kommentátor                               | Pontbejelentő                                    |
| ----- | ----------- | ------------------------------------------------ | ------------------------------------------------ | ------------------------------------------------ |
| 2003  | Koppenhága  | Ilse Van Hoecke és Bart Peeters                  | Corinne Boulangier                               | Judith Bussé                                     |
| 2004  | Lillehammer | Ilse Van Hoecke és Marcel Vanthilt               | Jean-Louis Lahaye                                | Alexander Schönfelder                            |
| 2005  | Hasselt     | Ilse Van Hoecke és André Vermeulen               | Jean-Louis Lahaye                                | Max Colombie                                     |
| 2006  | Bukarest    | Ilse Van Hoecke és Jelle Cleymans                | Nem volt                                         | Sander Cliquet                                   |
| 2007  | Rotterdam   | Kristien Maes és Ben Roelants                    | Nem volt                                         | Bab Buelens                                      |
| 2008  | Limassol    | Kristien Maes és Ben Roelants                    | Nem volt                                         | Chloé Ditlefsen                                  |
| 2009  | Kijev       | Kristien Maes és Ben Roelants                    | Nem volt                                         | Oliver Symons                                    |
| 2010  | Minszk      | Kristien Maes és Tom De Cock                     | Nem volt                                         | Barbara                                          |
| 2011  | Jereván     | Kristien Maes és Tom De Cock                     | Nem volt                                         | Jill és Lauren                                   |
| 2012  | Amszterdam  | Astrid Demeure és Tom De Cock                    | Nem volt                                         | Femke                                            |
| 2013– | 2013–       | Nem vettek részt és nem közvetítették a versenyt | Nem vettek részt és nem közvetítették a versenyt | Nem vettek részt és nem közvetítették a versenyt |

## Galéria

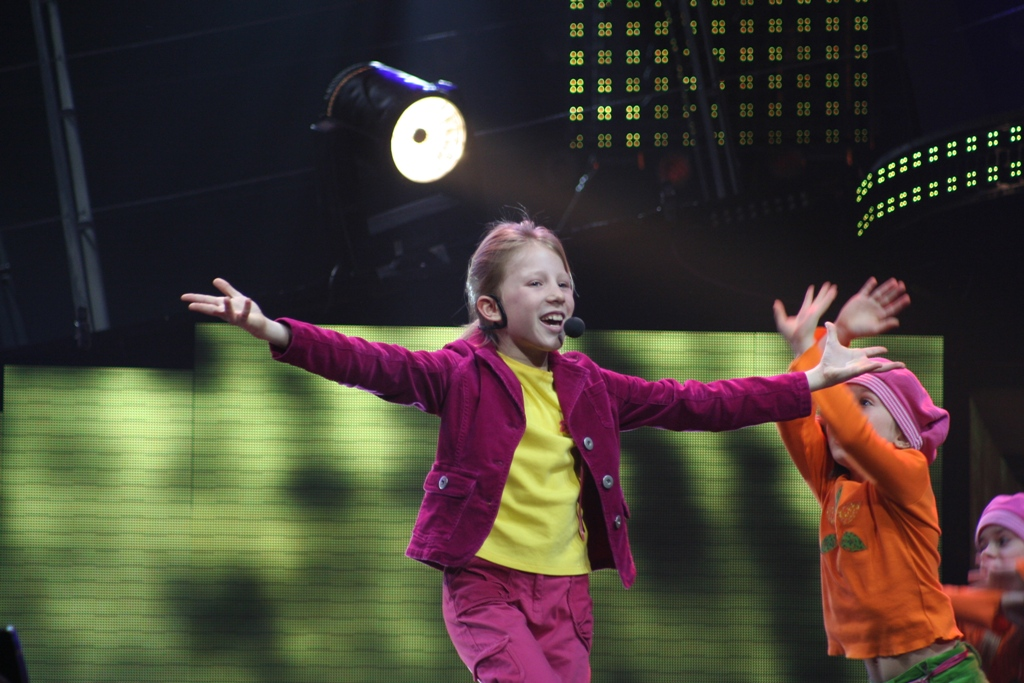
Lindsay Hasseltben (2005)
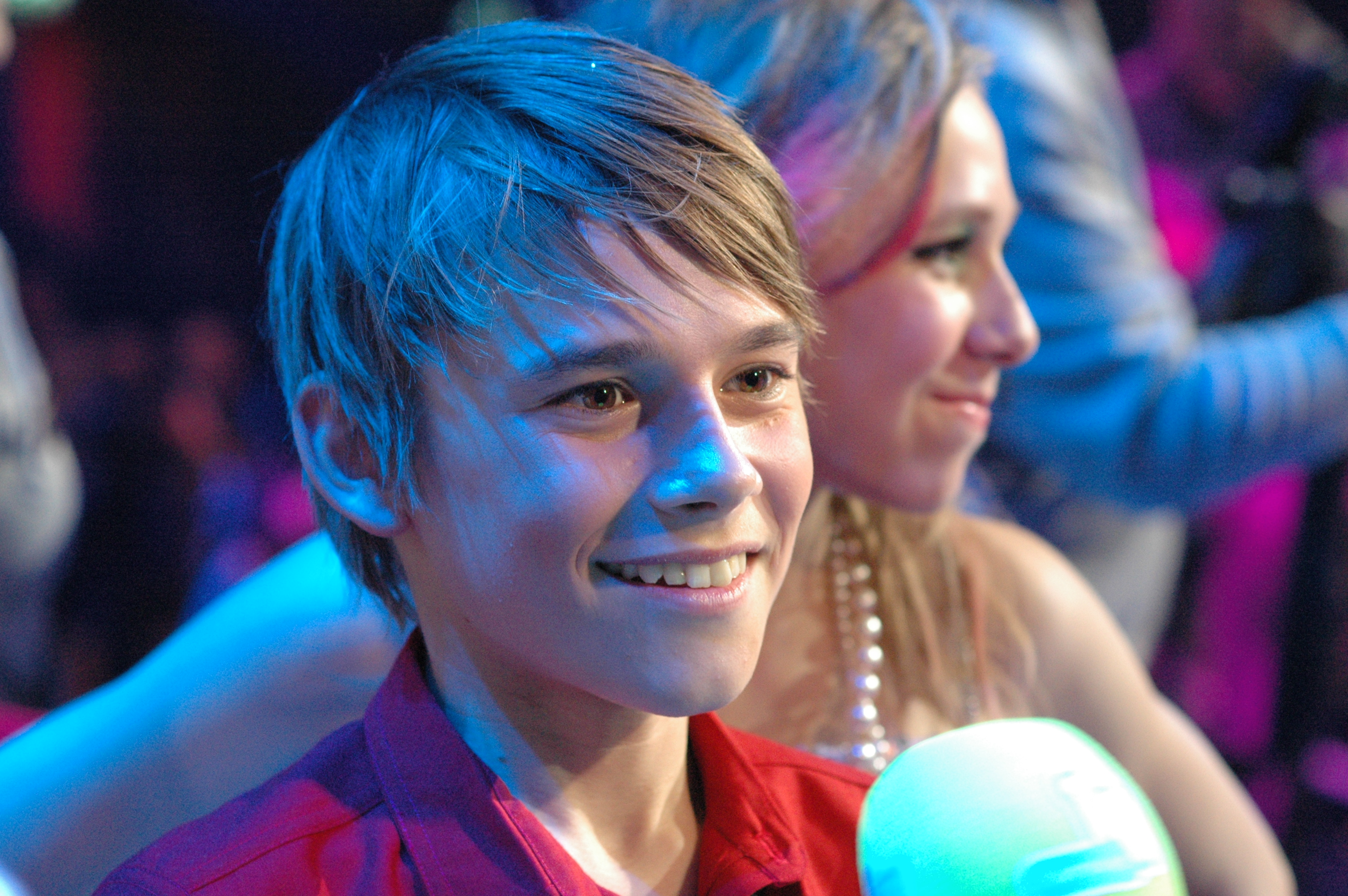
Fabian Amszterdamban (2012)

## Lásd még
- Belgium az Eurovíziós Dalfesztiválokon
- 2005-ös Junior Eurovíziós Dalfesztivál